# Шпелли, Инго
И́нго Шпе́лли (нем. Ingo Spelly; 6 ноября 1966, Люббен) — немецкий гребец-каноист, выступал за сборные ГДР и Германии во второй половине 1980-х — первой половине 1990-х годов. Олимпийский чемпион, дважды серебряный призёр Олимпийских игр, двукратный чемпион мира, многократный победитель и призёр первенств национального значения.

## Биография
Инго Шпелли родился 6 ноября 1966 года в городе Люббене, федеральная земля Бранденбург. Активно заниматься греблей начал в раннем детстве, проходил подготовку в Потсдаме в спортивном клубе «Форвертс», а позже присоединился к спортклубу из Магдебурга с одноимённым названием. Тренировался под руководством таких специалистов как Хельмут Зенгер и Йюрген Харпке. Одновременно со спортивными выступлениями был военнослужащим Национальной народной армии, имел звание сержанта.
Первого серьёзного успеха на взрослом международном уровне добился в 1986 году, когда попал в основной состав национальной сборной Восточной Германии и побывал на чемпионате мира в Монреале, откуда привёз награду бронзового достоинства, выигранную в зачёте двухместных каноэ на дистанции 500 метров. Год спустя на домашнем мировом первенстве в Дуйсбурге взял ещё одну бронзу, но на сей раз в двойках на дистанции 1000 метров. Благодаря череде удачных выступлений удостоился права защищать честь страны на летних Олимпийских играх 1988 года в Сеуле, где вместе со своим партнёром Олафом Хойкродтом завоевал на километре серебряную медаль — в решающем заезде они уступили представителям СССР Виктору Ренейскому и Николаю Журавскому. 
В 1990 году на чемпионате мира в польской Познани Шпелли выиграл медали сразу в двух парных дисциплинах: стал чемпионом в гонке на тысячу метров и серебряным призёром в программе пятьсот метров. В следующем сезоне, уже представляя команду объединённой Германии, выступил на первенстве мира в Париже — защитил чемпионское звание в двойках на километровой дистанции и добавил в послужной список серебро в четвёрках на километре (в финальном заезде их опередила советская команда). Будучи одним из лидеров сборной, Инго Шпелли успешно прошёл квалификацию на Олимпийские игры 1992 года в Барселоне, где совместно с Ульрихом Папке завоевал золотую олимпийскую медаль на тысяче метрах и взял серебро в пятисотметровой дисциплине, уступив лидерство представителям объединённой команды СНГ Дмитрию Довгалёнку и Александру Масейкову.
После двух Олимпиад Шпелли ещё в течение некоторого времени оставался в основном составе национальной сборной Германии и продолжал принимать участие в крупнейших международных регатах. Так, в 1993 году он выступил на чемпионате мира в Копенгагене, где вместе с тем же Папке выиграл бронзовую медаль в двойках в гонке на 500 метров — в финале их обошли двухместные экипажи Венгрии и Дании.
Завершив карьеру профессионального спортсмена, занялся преподавательской деятельностью, в частности начиная с 2002 года работает учителем в профессиональном училище «Теодор Хоппе» в Потсдаме. Награждён серебряным орденом «За заслуги перед Отечеством» (1988).